# Eva Ortiz Vilella

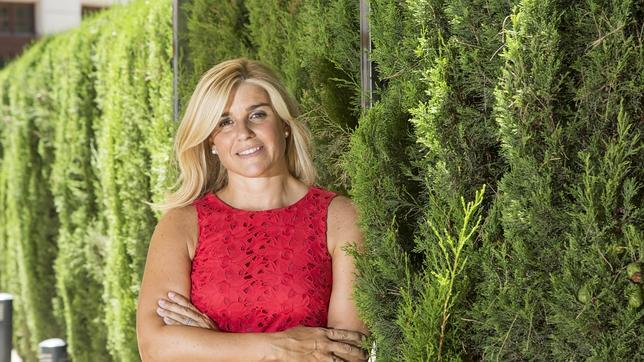
Eva Ortiz Vilella

Eva Ortiz Vilella (* 16. Oktober 1975 in Orihuela) ist eine spanische Politikerin der Partido Popular.

## Leben
Vilella studierte Wirtschaftswissenschaften an der Universität Alicante. Vilella ist am 1. Dezember 2011 in das Europäische Parlament nachgerückt.